# Piqued Jacks
Piqued Jacks és un grup grup musical de rock italià format l'any 2006 a Buggiano, format per quatre membres Andrea Lazzeretti, Francesco Bini, Tommaso Oliveri i Marco Sgaramella.
Van representar San Marino al Festival de la Cançó d'Eurovisió 2023 amb la cançó "Like an Animal".

## Història
El 2010 i el 2011, els Piqued Jacks van llançar les seves dues primeres obres ampliades. El 2012, van treballar amb el productor de Los Angeles Brian Lanese en el seu tercer EP, titulat Just a Machine, que es va publicar el gener de 2013. El març de 2014, van treballar amb Matt Noveskey als senzills "Upturned Perspectives" i "No Bazooka". L'àlbum d'estudi debut de la banda, Climb Like Ivy Does, es va publicar el 2015. El 2016 es va publicar una versió acústica de l'àlbum, titulada Aerial Roots.
El 2016, el bateria Matteo Cugia va deixar la banda i va ser substituït Damiano Beritelli, que al seu torn va ser substituït per Tommaso Oliveri el 2017. El juny de 2018 es va publicar el senzill "Wildly Shine", que va ser preproduït per Michael Beinhorn. Quatre mesos més tard, la banda va publicar el seu segon àlbum d'estudi, The Living Past, que va ser produït per Dan Weller. L'abril de 2019, el guitarrista Francesco Cugia va ser substituït per Marco Sgaramella.

## Membres[calcitació]

### Membres actuals
- Andrea "E-King" Lazzeretti (2006-present) - veu, teclats
- Francesco "littleladle" Bini (2006-present) - baix, cors
- Tommaso "HolyHargot" Oliveri (2017-present) - bateria
- Marco "Majic-o" Sgaramella (2019-present) - guitarra, cors

### Antics membres
- Francesco "Penguinsane" Cugia (2006–2019) – guitarra
- Matteo "ThEd0g" Cugia (2006–2016) – bateria
- Damiano Beritelli (2016–2017) – bateria

## Discografia

### Àlbums d'estudi
- 2015 - Puja com Ivy Does
- 2016 – Arrels aèries
- 2018 – El passat viu
- 2021 - Sincronitzador

### Reproduccions esteses
- 2008 - Tight-Mess
- 2010 – Momo el mico
- 2011 – Confraries
- 2013 - Només una màquina

### Senzills
- 2013 - "My Kite"
- 2013 - "¿Jofòric?!"
- 2013 - "Parc d'atraccions"
- 2014: "Perspectives cap amunt"
- 2014 - "No Bazooka"
- 2015 - "Soldat romàntic"
- 2016 - "Shyest Kindred Spirit (acústica)"
- 2018 - "Eternal Ride of a Heartful Mind"
- 2018 - "Loner vs Lover"
- 2018 - "Wildly Shine"
- 2020: "Distància de seguretat"
- 2020 - "Especial cada dia"
- 2020 - "Mina d'or"
- 2021 - "Elefant"
- 2021: "Equacions misterioses"
- 2021 - "Bombers"
- 2022 - "Tot al sud"
- 2022 - "Partícules"
- 2022 - "Gira-sol"
- 2023 - "Com un animal"